# Moḩammadī-ye Soflá
Moḩammadī-ye Soflá (persiska: محمّدی سفلی) är en ort i Iran.   Den ligger i provinsen Kermanshah, i den västra delen av landet, 500 km väster om huvudstaden Teheran. Moḩammadī-ye Soflá ligger 991 meter över havet och antalet invånare är 389.
Terrängen runt Moḩammadī-ye Soflá är kuperad åt sydväst, men åt nordost är den bergig.Runt Moḩammadī-ye Soflá är det ganska glesbefolkat, med 38 invånare per kvadratkilometer. Närmaste större samhälle är Gīlān-e Gharb, 15,4 km sydväst om Moḩammadī-ye Soflá. Omgivningarna runt Moḩammadī-ye Soflá är i huvudsak ett öppet busklandskap.